# Медаль «За заслуги в основании республики Мэнцзян»
Медаль «За заслуги в основании республики Мэнцзян» — медаль марионеточного государства Японской империи — Мэнцзяна, учрежденная 1 сентября 1939 года князем Дэмчигдонровым в честь создания Объединённого автономного правительства Мэнцзяна. Медалью следовало награждать тех, кто внёс вклад в создание республики Мэнцзян. Все медали изготавливались в Японской империи.

## Описание награды
Медаль изготавливалась из серебра и имела форму правильного круга диаметром 31 мм.
На аверсе: пастух, пасущий овец, на дальнем плане изображена юрта. Аверс обрамлён изображениями двух драконов в облаках. В верхней части — 2 китайских иероглифа «功勞» что переводится как «за заслуги» и аналогичная надпись на монгольском.
На реверсе — текст на китайском и монгольском языках. 成吉思汗紀元 — эра Чингисхана, 七百三十四年九月一日 — 1-й день 9 месяца 734 года эры Чингисхана (1 сентября 1939 г.), 肇建功勞章 — Знак за заслуги в основании. Монгольский дублирует китайский текст.
Лента медали — муаровая, шириной 37 мм. Выполнена в цветах флага Мэнцзяна — по центру — красный (7 мм), и цвета, идущие от центра к краям : белый (2,5 мм), синий (4,5 мм), и жёлтый (8 мм).
Футляр медали изготавливался из дерева, был покрыт чёрным лаком. На крышке футляра написано серебряной краской название награды, на китайском и монгольском языках.

## Галерея

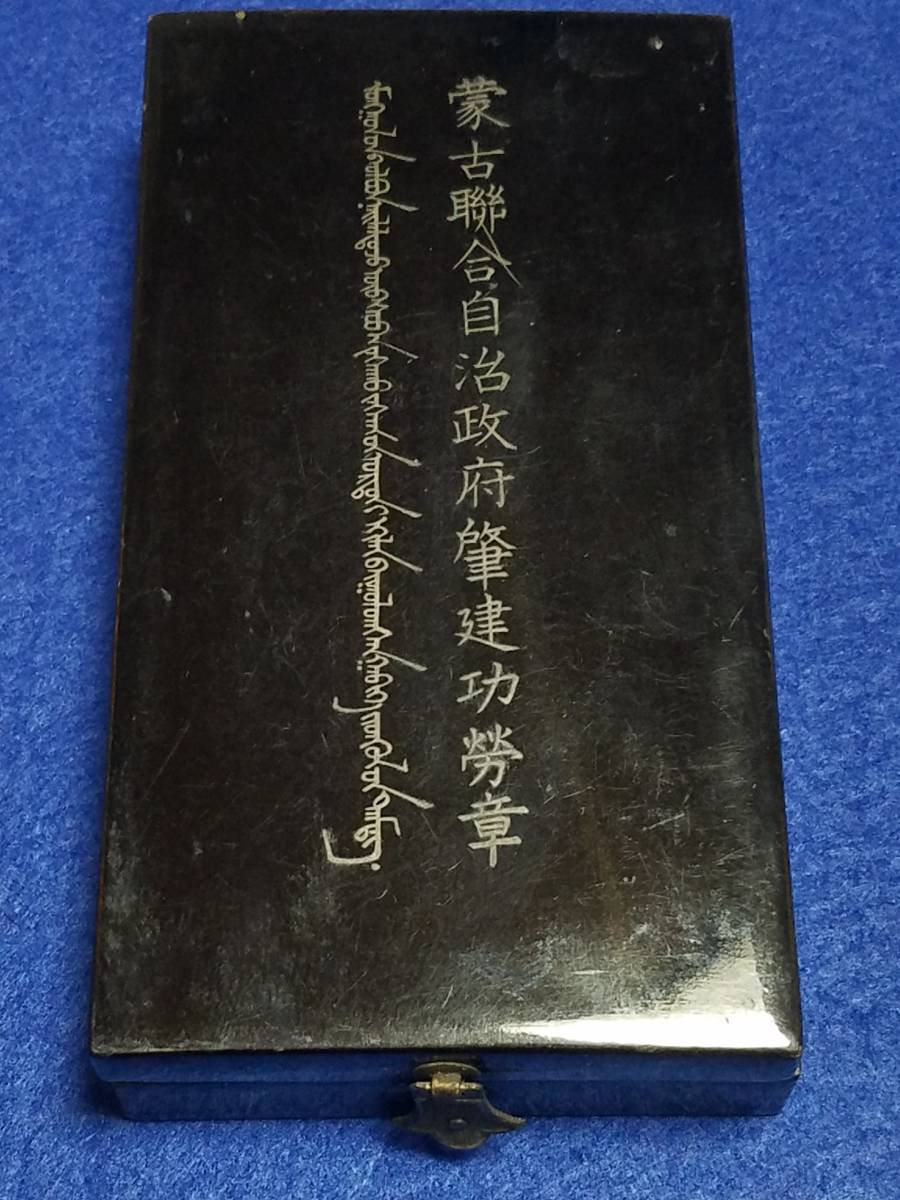
Футляр медали
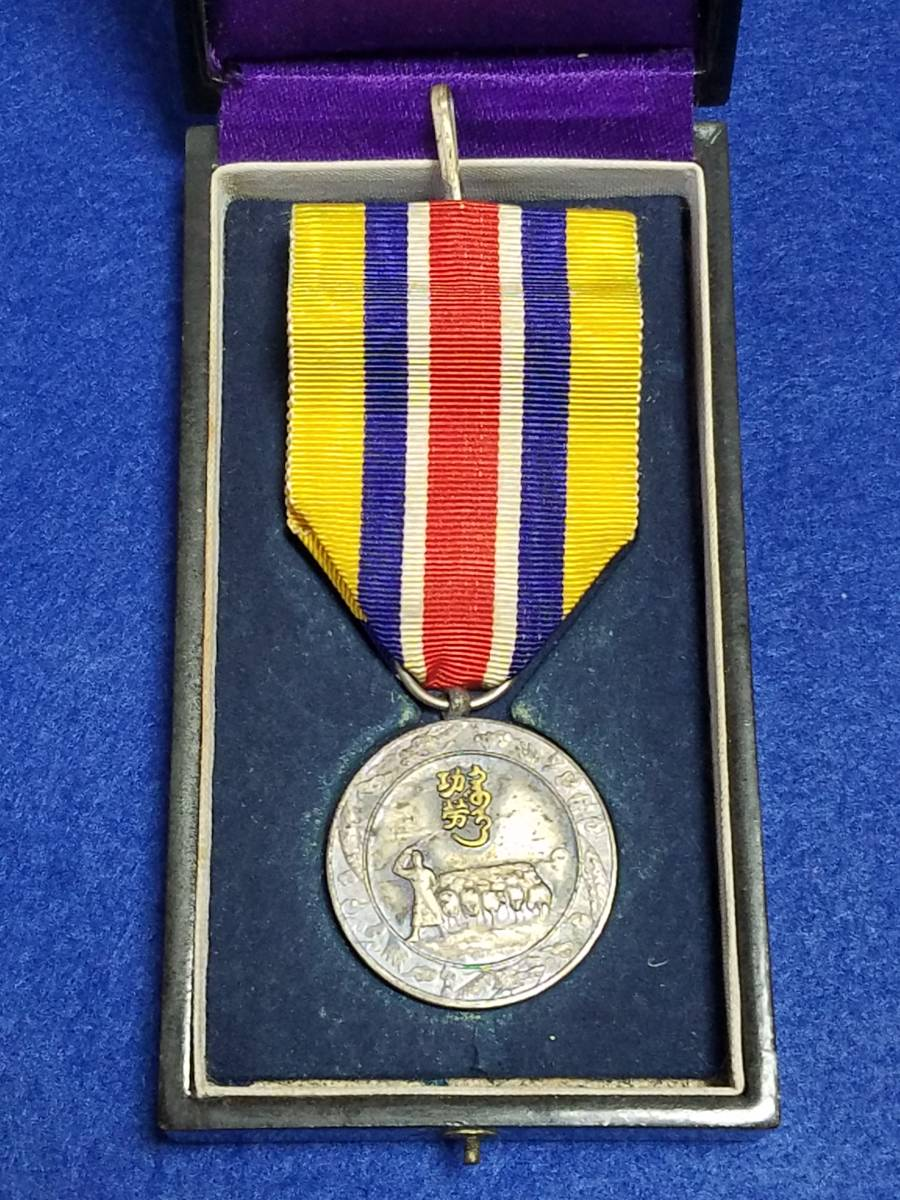
Медаль в футляре
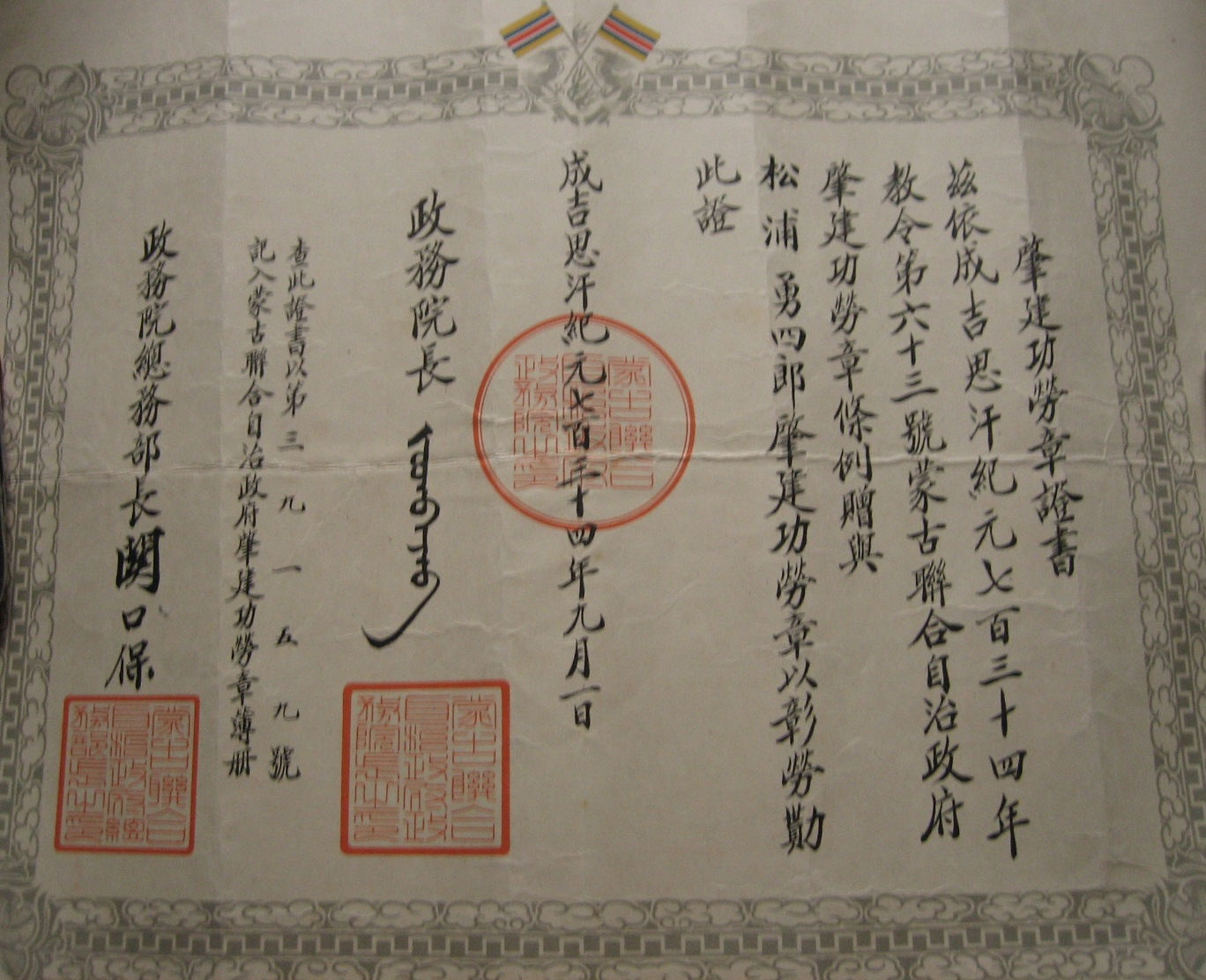
Наградной лист медали
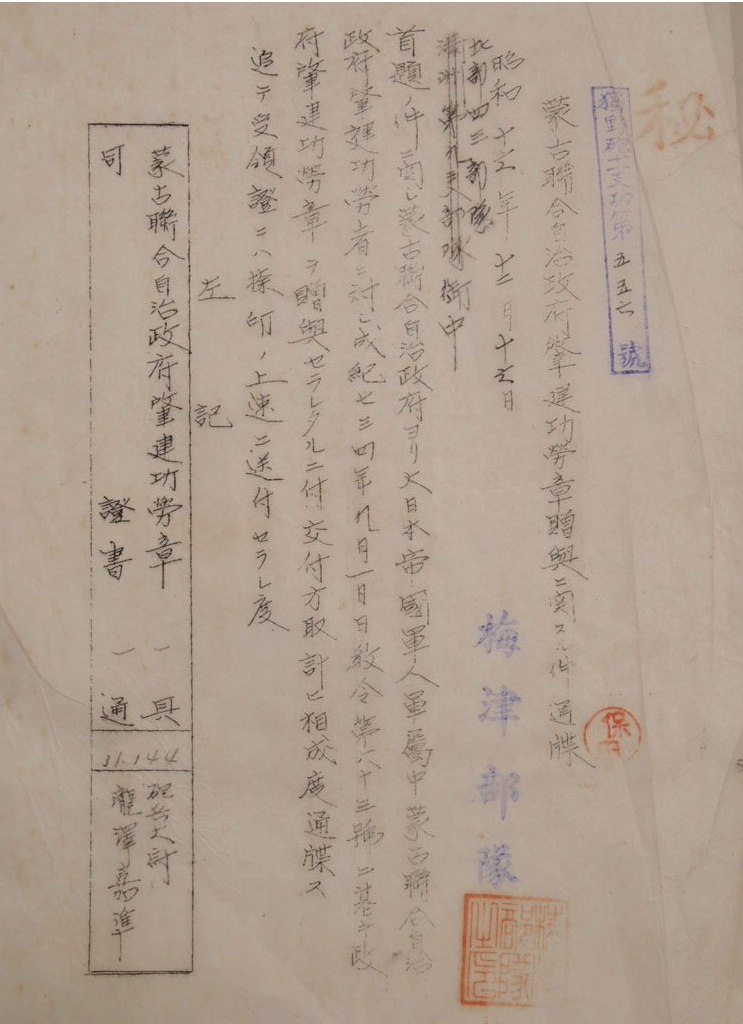
Документ к медали